# Drajat (Paciran)
Drajat is een bestuurslaag in het regentschap Lamongan van de provincie Oost-Java, Indonesië. Drajat telt 1874 inwoners (volkstelling 2010).